# 메타버스 챔피언즈
메타버스 챔피언즈는 2021년에 로블록스가 시작하였다. Wren's treasure chest는 게임에서 미션을 클리어해서 보물상자를 얻을 수 있으며 현재 4주차 이벤트가 진행 중이고 1주차부터 4주차까지 모으면 아바타를 준다.Don't press the button 4,Natural disaster survival,break in,deathrun 외에 여러가지의 게임에서 상자를 얻을 수 있다.